# ميخائيل براون (لاعب كرة قدم بريطاني)
ميخائيل براون (بالإنجليزية: Michael Brown)‏ (27 فبراير 1985 ببرستون في المملكة المتحدة - ) هو لاعب كرة قدم بريطاني في مركز الوسط. لعب مع بريستون نورث إيند ونادي تشستر سيتي وLancaster City F.C. ‏ وفليتوود تاون.